# Římskokatolická farnost Záhlinice
Římskokatolická farnost Záhlinice je územní společenství římských katolíků s farním kostelem Nanebevzetí Panny Marie v děkanátu Kroměříž.

## Historie farnosti
Obec je v písemných pramenech poprvé připomínán roku 1355.

## Duchovní správci
Současným administrátorem excurrendo je od července 2016 R. D. Mgr. Jiří Kopřiva.

## Bohoslužby
| Kostel                  | Místo     | Bohoslužba (den) | Hodina                         | Poznámka     |
| ----------------------- | --------- | ---------------- | ------------------------------ | ------------ |
| Nanebevzetí Panny Marie | Záhlinice | neděle čtvrtek   | 8.00 17.00 (zima)/18.00 (léto) | farní kostel |

## Aktivity ve farnosti
Ve farnosti se pravidelně koná tříkrálová sbírka.